# Arthropogoninae
Arthropogoninae, podtribus trava u potporodici Panicoideae, dio jed tribusa Paspaleae. Postoje 15 priznatih rodova.

## Rodovi
1. Apochloa Zuloaga & Morrone (15 spp.)
2. Arthropogon Nees (5 spp.)
3. Altoparadisium Filg., Davidse, Zuloaga & Morrone (2 spp.)
4. Canastra Morrone, Zuloaga, Davidse & Filg. (2 spp.)
5. Homolepis Chase (5 spp.)
6. Oplismenopsis Parodi (1 sp.)
7. Phanopyrum (Raf.) Nash (1 sp.)
8. Stephostachys Zuloaga & Morrone (1 sp.)
9. Cyphonanthus Zuloaga & Morrone (1 sp.)
10. Oncorachis Morrone & Zuloaga (2 spp.)
11. Coleataenia Griseb. (13 spp.)
12. Triscenia Griseb. (1 sp.)
13. Keratochlaena Morrone & Zuloaga (1 sp.)
14. Mesosetum Steud. (28 spp.)
15. Tatianyx Zuloaga & Soderstr. (1 sp.)